# Glucógeno
El glucógeno es un polisacárido de reserva energética formado por cadenas ramificadas de glucosa; es insoluble en agua, por lo que forma dispersiones coloidales. Abunda en el hígado  y en menor cantidad en el músculo.

Estructura del glucógeno.

Su estructura se parece a la de la amilopectina del almidón, aunque es mucho más ramificada. Está formada por varias cadenas que contienen de 12 a 18 unidades de glucosa unidas por enlaces glucosídicos α-1,4; uno de los extremos de esta cadena se une a la siguiente cadena mediante un enlace α-1,6-glucosídico, tal y como sucede en la amilopectina.
Una sola molécula de glucógeno puede contener más de 120 000 monómeros de glucosa.
La importancia de que el glucógeno sea una molécula tan ramificada es:
1. La ramificación aumenta su solubilidad.
2. La ramificación permite la abundancia de residuos de glucosa no reductores que van a ser los puntos reconocidos por las enzimas glucógeno sintasa y glucógeno fosforilasa, es decir, las ramificaciones facilitan tanto la velocidad de síntesis como la de degradación del glucógeno.

El glucógeno es el polisacárido de reserva energética en los animales, y se almacena en el hígado (10% de la masa hepática) y en los músculos (1% de la masa muscular) de los vertebrados. Además, pueden encontrarse pequeñas cantidades de glucógeno en ciertas células gliales del cerebro.
Gracias a la capacidad de almacenamiento de glucógeno, se reducen al máximo los cambios de presión osmótica que la glucosa libre podría ocasionar tanto en el interior de la célula como en el medio extracelular.
Cuando el organismo o la célula requieren de un aporte energético de emergencia, como en los casos de tensión o alerta, el glucógeno se degrada nuevamente a glucosa, que queda disponible para el metabolismo energético.
En el hígado, la conversión de glucosa almacenada en forma de glucógeno a glucosa libre en sangre está regulada por las hormonas glucagón e insulina. El glucógeno hepático es la principal fuente de glucosa sanguínea, sobre todo entre comidas. El glucógeno contenido en los músculos abastece de energía el proceso de contracción muscular.
El glucógeno se almacena dentro de vacuolas en el citoplasma de las células que lo utilizan para la glucólisis. Estas vacuolas contienen las enzimas necesarias para la hidrólisis de glucógeno a glucosa.

## Historia
Fue el médico y fisiólogo francés Claude Bernard a quien se debe la primera idea de la función glucogénica del hígado y luego, en una segunda etapa, del aislamiento del glucógeno. Este descubrimiento en 1856 marcó una ruptura significativa con las concepciones previas acerca de la nutrición. Se pensaba que sólo las plantas podían producir azúcares, que eran luego degradados por los animales en un lugar aún sin determinar, que Antoine Lavoisier pensaba era el pulmón. Buscando ese lugar de degradación fue como Bernard constató la presencia de azúcar en la salida del hígado (en la vena hepática) y su ausencia en la entrada (en la vena porta). En animales alimentados exclusivamente de carne, la presencia de azúcar persistía a la salida del hígado. Los métodos de ensayo que empleó no le permitieron encontrar el azúcar por debajo de 0,8−1 g por litro, y por lo tanto en la vena porta, lo que le condujo a dar una interpretación excesiva de sus experiencias. Se creyó durante mucho tiempo que se había equivocado, y que el hígado no hacía más que almacenar el azúcar en forma de glucógeno, antes de descubrir que la gluconeogénesis era de hecho el factor clave en la formación del glucógeno hepático.

## Metabolismo del glucógeno

### Biosíntesis de glucógeno
La síntesis de glucógeno a partir de glucosa se llama glucogenogénesis y se produce gracias a la enzima glucógeno sintasa. La adición de una molécula de glucosa al glucógeno consume dos enlaces de alta energía: una procedente del ATP y otra que procede del UTP.
La síntesis del glucógeno tiene lugar en varios pasos:
- En primer lugar, la glucosa es transformada en sus glucosa-6-fosfato, gastando una molécula de ATP.

glucosa + ATP → glucosa-6-P + ADP
- A continuación se transforma la glucosa-6-fosfato en glucosa-1-fosfato

glucosa-6-P ←→ glucosa-1-P
- Se transforma la glucosa-1-fosfato en UDP-glucosa, con el gasto de un UTP.

glucosa-1-P + UTP → UDP-glucosa + PPi
- La glucógeno sintasa (con acción antagónica a la glucógeno fosforilasa), que no gasta ATP, va uniendo UDP-glucosa para formar el glucógeno, mediante enlaces alfa 1-4 liberando el nucleótido UDP (que se reutilizará).

(glucosa)n + UDP-glucosa → (glucosa)n+1 + UDP
- La enzima ramificadora del glucógeno se encarga de ramificar la cadena introduciendo enlaces glucosídicos alfa 1-6.
- Puesto que la glucógeno sintasa necesita una cadena preexistente para empezar su acción, hay otra enzima que se encarga de catalizar el comienzo de la síntesis del glucógeno: la glucogenina, capaz de crear un enlace covalente sobre un grupo hidroxilo (-OH) de un residuo de tirosina (Tyr) de su propia molécula y fijar la primera glucosa de la cadena; acto seguido podrá actuar la glucógeno sintasa y una vez añadidos unos 10-12 residuos de glucosa la glucogenina dejará de ser imprescindible, separándose y dejando espacio para las ramificaciones siguientes.

### Glucógeno lisis
Debido a la estructura tan ramificada del glucógeno, permite la obtención de moléculas de glucosa en el momento que se necesita. La enzima glucógeno fosforilasa va quitando glucosas de una rama del glucógeno hasta dejar 4 moléculas de glucosa en la rama, la glucantransferasa toma tres de estas glucosas y las transfiere a la rama principal y por último, la enzima desramificante quita la molécula de glucosa sobrante en la reacción.

#### Enzimas de la glucógeno lisis
En la glucogenólisis participan dos enzimas:
- La glucógeno fosforilasa, que cataliza la fosforólisis o escisión fosforolítica de los enlaces alfa 1-4 glicosídicos, que consiste en la separación secuencial de restos de glucosa desde el extremo no reductor, según la reacción:

Esta reacción es muy ventajosa para la célula, en comparación con una de hidrólisis.
- Enzima desramificadora del glucógeno. La glucógeno fosforilasa no puede escindir los enlaces O-glicosídicos en alfa(1-6). La enzima desramificante del glucógeno posee dos actividades: alfa(1-4) glucosil transferásica que transfiere cada unidad de trisacárido al extremo no reductor, y elimina las ramificaciones por los enlaces alfa 1-6 glicosídicos:

## Regulación de la glucogenogénesis y la glucogenólisis
La regulación del metabolismo del glucógeno se ejecuta a través de las dos enzimas; la glucógeno sintasa que participa en su síntesis, y la glucógeno fosforilasa en la degradación.
- La glucógeno sintasa tiene dos formas: glucógeno sintasa I (independiente de la presencia de glucosa 6 fosfato para su acción), que no está fosforilada y es activa, y la glucógeno sintasa D (dependiente de la presencia de glucosa 6 fosfato para su acción), que está fosforilada y es menos activa.

- La otra enzima, la glucógeno fosforilasa, también tiene dos formas: glucógeno fosforilasa b, menos activa, que no está fosforilada y la glucógeno fosforilasa a, activa, que está fosforilada.

Tanto la glucógeno sintasa como la glucógeno fosforilasa se regulan por un mecanismo de modificación covalente.
Las hormonas adrenalina y glucagón activan las proteína quinasas que fosforilan ambas enzimas, provocando activación de la glucógeno fosforilasa, estimulando la degradación del glucógeno; mientras que la glucógeno sintasa disminuye su actividad, lo que inhibe la síntesis de glucógeno.
La hormona insulina provoca la desfosforilación de las enzimas, en consecuencia la glucógeno fosforilasa se hace menos activa, y la glucógeno sintasa se activa, lo que favorece la síntesis de glucógeno.
Es decir, que hormonas como la adrenalina y el glucagón favorecen la degradación del glucógeno, mientras que la insulina estimula su síntesis.

## Trastornos metabólicos
Las glucogenosis o trastornos del metabolismo del glucógeno son un conjunto de nueve enfermedades genéticas, la mayoría hereditarias, que afectan a la vía de formación del glucógeno y a las de su utilización.
La enfermedad más común en la que el metabolismo del glucógeno se convierte en anómalo es la diabetes, donde debido a las cantidades anormales de insulina, el glucógeno del hígado puede ser anormalmente acumulado o agotado. La restauración del metabolismo normal de la glucosa generalmente normaliza el metabolismo del glucógeno de las siguientes maneras.
Por ejemplo en la hipoglucemia, provocada por una cantidad excesiva de insulina, los niveles de glucógeno en hígado son altos, por lo tanto los niveles altos de insulina impiden la glucogenólisis necesaria para mantener los niveles normales de azúcar en la sangre. Como tratamiento común para este tipo de hipoglucemia es el glucagón.
Otro ejemplo son los errores innatos del metabolismo, que son causados por deficiencias en la cantidad de las enzimas necesarias para la síntesis de glucógeno. Este tipo de errores son conocidos como enfermedades de almacenamiento del glucógeno.

### El agotamiento del glucógeno y el ejercicio de resistencia
Atletas de larga distancia, como corredores de maratones, esquiadores de fondo y ciclistas, a menudo experimentan la depleción de glucógeno, donde casi todas las reservas de glucógeno del atleta se agotan después de largos períodos de esfuerzo, donde no tienen suficiente consumo de energía.
El agotamiento de glucógeno puede ser intervenido de tres maneras posibles. La primera ocurre durante el ejercicio, donde los carbohidratos con la tasa más alta para la conversión de glucosa en la sangre (alto índice glucémico) se ingieren de forma continua. El mejor resultado posible de esta estrategia reemplaza aproximadamente el 35% de glucosa consumida a frecuencias cardiacas por encima del 80%.
La segunda ocurre a través de las adaptaciones al entrenamiento de resistencia y regímenes especiales (por ejemplo, ayunar antes de entrenamiento de resistencia de baja intensidad); donde el cuerpo puede condicionar las fibras de tipo I del músculo para mejorar, tanto la eficiencia del uso de combustible y la capacidad de carga de trabajo para aumentar el porcentaje de ácidos grasos utilizados como combustible y utilizar una cantidad moderada de carbohidratos provenientes de todas las fuentes.
Por último y en tercer lugar, se encuentra el consumo de grandes cantidades de carbohidratos después de que se han agotado las reservas de glucógeno; esto como resultado del ejercicio o de la dieta.
El cuerpo puede aumentar la capacidad de almacenamiento de las reservas de glucógeno intramusculares, este proceso es conocido como la carga de carbohidratos . En general, el índice glucémico de la fuente de carbohidratos no importa, ya que la sensibilidad a la insulina muscular se incrementa como resultado del agotamiento temporal del glucógeno.
Al experimentar la deuda de glucógeno, los atletas a menudo llegan a sentir extrema fatiga, hasta llegar al grado de no poder mover su cuerpo. Por ejemplo, los mejores ciclistas profesionales del mundo por lo general al terminar una carrera por etapas de 4 a 5 horas, usan las tres primeras etapas cuando llegan al límite del agotamiento de glucógeno. Estos ingieren carbohidratos y cafeína después de un ejercicio intenso, donde el glucógeno se repone más rápido.

## Nanomedicina
Se han investigado las nanopartículas de glucógeno como posibles sistemas de administración de fármacos.